# Carrizo Springs
Carrizo Springs es una ciudad ubicada en el condado de Dimmit en el estado estadounidense de Texas. En el Censo de 2010 tenía una población de 5.368 habitantes y una densidad poblacional de 668,15 personas por km².

## Geografía
Carrizo Springs se encuentra ubicada en las coordenadas 28°31′33″N 99°51′33″O / 28.52583, -99.85917. Según la Oficina del Censo de los Estados Unidos, Carrizo Springs tiene una superficie total de 8.03 km², de la cual 8 km² corresponden a tierra firme y (0.39%) 0.03 km² es agua.

## Demografía
Según el censo de 2010, había 5.368 personas residiendo en Carrizo Springs. La densidad de población era de 668,15 hab./km². De los 5.368 habitantes, Carrizo Springs estaba compuesto por el 87.02% blancos, el 1.34% eran afroamericanos, el 0.37% eran amerindios, el 0.73% eran asiáticos, el 0% eran isleños del Pacífico, el 8.76% eran de otras razas y el 1.79% pertenecían a dos o más razas. Del total de la población el 89.57% eran hispanos o latinos de cualquier raza.